# 앰브로즈 비어스
앰브로즈 그위넷 비어스(Ambrose Gwinnett Bierce, 1842년 6월 24일 ~ 1913년 12월 26일 이후?)는 미국의 사설작가, 언론인, 단편소설작가, 우화작가, 풍자작가이다. 현대에는 단편소설 〈아울 시냇물 다리에서 생긴 일〉("An Occurrence at Owl Creek Bridge")과 풍자적 어휘사전 《악마의 사전》(The Devil's Dictionary)으로 유명하다. “문제될 것 없다”를 모토로 내세운 맹렬한 평론과 작품 근간에 깔려 있는 인간 본성에 대한 냉소적 관점으로 인해 ‘신랄한 비어스’(Bitter Bierce)라는 별명을 얻었다.
혹독한 평론가로 유명했지만, 비어스는 시인 조지 스털링이나 소설가 윌리엄 챔버스 모로우 등 신예 작가들을 독려한 바 역시 잘 알려져 있다. 비어스는 특유의 독특한 문체를 사용했으며, 소설 작품에서 이것이 특히 두드러진다. 그의 문체에서 나타나는 특징으로는 갑작스러운 시작, 어두운 이미지, 희미한 시간관념, 제한된 묘사, 불가능한 사건, 전쟁에 대한 테마 등이 있다.
1913년, 비어스는 멕시코 혁명 와중에 직접 경험한 1차적 정보를 얻기 위해 멕시코로 취재여행을 갔다. 판초 비야의 혁명군과 함께 다니던 와중에 그는 흔적도 남기지 않고 증발했다.

## 같이 보기
- 우화